# Bischöfliches Ordinariat der Diözese Rottenburg-Stuttgart

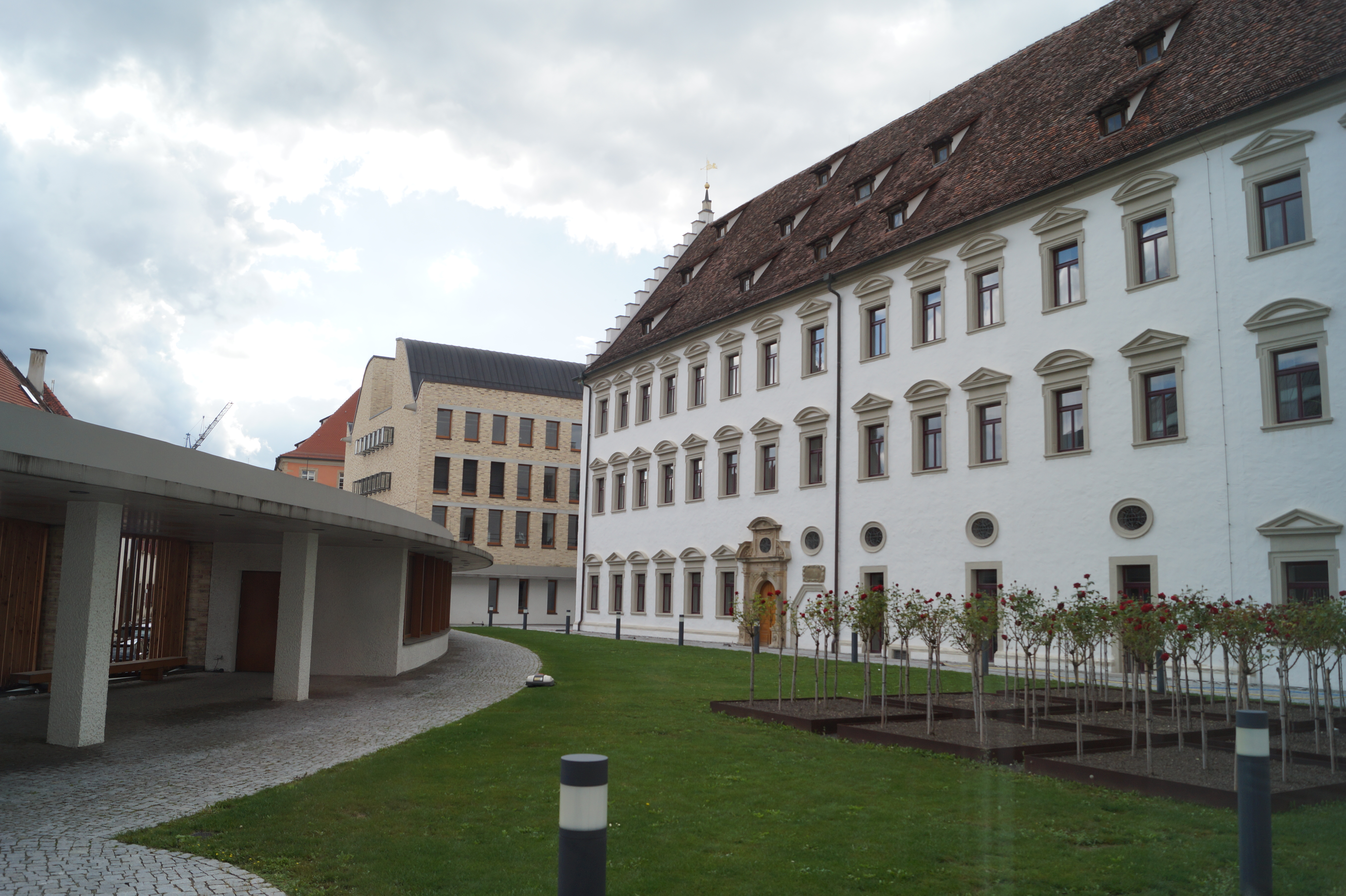
Palais des Bischöflichen Ordinariats in Rottenburg

Das Bischöfliche Ordinariat der Diözese Rottenburg-Stuttgart ist in einem 2013 renovierten Gebäudekomplex in der Innenstadt von Rottenburg am Neckar untergebracht.

## Geschichte
Das Grundstück, auf dem der Gebäudekomplex steht, ist nachweislich seit 7000 Jahren besiedelt, und seit 2000 Jahren folgten die Gebäudestrukturen der römischen und mittelalterlichen Stadtbefestigung. Vor der Bau- und Umbauphase, während der für das unterirdische Diözesanarchiv eine etwa 8 m tiefe Baugrube mit einem Volumen von 4500 m³ ausgehoben wurde, wurde eine 13-monatige großflächige archäologische Untersuchung durchgeführt. Bandkeramikfunde und spätkeltische Scherben und Grubenreste waren die frühesten Spuren ehemaliger Ansiedlungen vor und hinter dem Palais. Durch die in der Barockzeit durchgeführten Planierungsarbeiten beim Bau des Jesuitenkollegs, der Josephskirche und des Stadtgrabens waren die früheren Siedlungsspuren weitgehend zerstört worden.

## Gebäude
Die Renovierung der historischen Gebäude und der Neubau weiterer Gebäude wurde vom Stuttgarter Architekturbüro Lederer, Ragnarsdóttir und Oei geplant und durchgeführt. Wegen unzureichendem Brandschutz, gravierenden Bauschäden, insbesondere im Dachbereich sowie nicht mehr zeitgemäßen Installationen konnten die bestehenden Gebäude ohne Sanierung und Erweiterung nicht weitergenutzt werden. 2002 wurde daher ein Wettbewerb ausgeschrieben, der das Ziel hatte, die auf unterschiedliche Standorte in Rottenburg verteilten Arbeitsplätze der Diözese in einem Gebäudekomplex zu vereinen. Nach einer Planungsphase wurde 2007 das Projekt Zusammenführung Kurie mit folgender Zielsetzung gestartet:
- Prozessorientierte Organisation der Kurie
- Sanierung der Bausubstanz und Umsetzung der erforderlichen Brandschutzmaßnahmen
- Verbesserung der Wirtschaftlichkeit
- Zusammenführung, Erweiterung und Ausbau des Diözesanarchivs
- Modernisierung der IT-Abteilung, Anlieferung, Hausdruckerei und der Versorgungsräume
- Offenheit für mögliche Raumreduzierungen der Kurie
- Stärkung des historischen Bischofssitzes mit einer Gedenkstätte für Bischof Joannes Baptista Sproll
- Angemessene, zentrale Außenerschließung mit einladendem Empfang
- Sparsame im vorgegebenen Kostenrahmen bleibende Umsetzung[1]

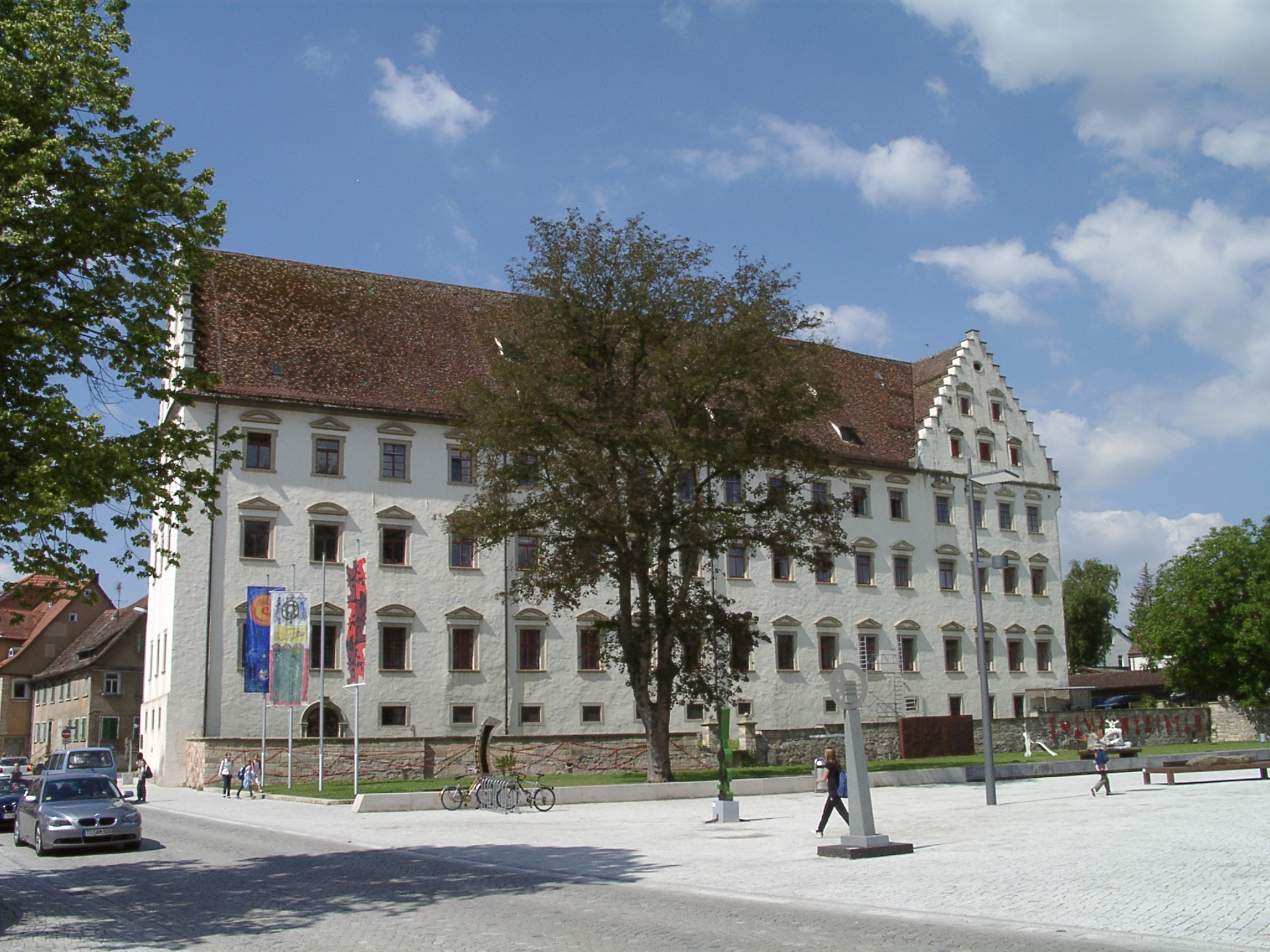
Bischöfliches Palais

Bei der Sanierung des unter Denkmalschutz stehenden ‚Palais‘, eines im Osten des Areals gelegenen weißen Gebäudes aus der Barockzeit, wurde das früher am Südgiebel gelegene klassizistische Portal wieder eröffnet, allerdings nicht als Haupteingang, sondern als Nebeneingang, insbesondere für Schülergruppen, die die Gedenkstätte für Bischof Joannes Baptista Sproll besichtigen wollen. Dabei wurde der Zustand von 1969 wieder hergestellt, da die hölzernen Türflügel noch im Gebäude eingelagert waren. Bei der Restaurierung wurden die historischen Türangeln, der alte Türfeststellhaken, die emaillierte Hausnummer 1, die ehemaligen Portalgewände sowie die Außenlampe und eine Türklingel wieder aufgefunden und wieder an Ort und Stelle installiert. Im Erdgeschoss des ‚Palais‘ gibt es vier barrierefrei zugängliche Besprechungsräume unterschiedlicher Größe.
Das historische Gebäude des ‚Rohrhalder Hofs‘, eines im Westen des Areals gelegenen roten Barockgebäudes, lässt sich vom Palais aus über eine mit Segeltuch gegen Wind und Wetter geschützte offene Brücke erreichen. Falls erforderlich, ließe sich das Gebäude leicht wieder abtrennen und unabhängig nutzen. Auch das gegenüber liegende Gebäude ‚Obere Gasse 7‘ wird vom Bischöflichen Ordinariat weiterhin als Bürogebäude genutzt.
Das an Stelle einer ehemaligen Kirche neu gebaute Foyer bietet nicht nur Raum für eine moderne Rezeption, sondern dient auch als Versammlungsraum für die Angestellten. Für den neuen viergeschossigen Mittelbau übernahm der Architekt Arno Lederer bei seinem Entwurf gestalterische Elemente der barocken Josephskirche, die bis 1808 dort gestanden hatte. Die geschwungenen Balkone im Foyer erinnern an die Kirchenemporen bzw. invertierte Apsiden des Vorgängerbaus. Die Fassade wurde mit Ziegelsteinen verblendet, um wie bei den historischen Gebäuden Großflächigkeit zu vermeiden. Eine Kantine wurde wegen der in der Nähe liegenden Geschäfte und Restaurants sowie wegen der möglichen Geruchsbelästigung als nicht erforderlich erachtet. In der Nähe der Tee- und Kaffeeküchen wurden stattdessen Stehtische installiert.

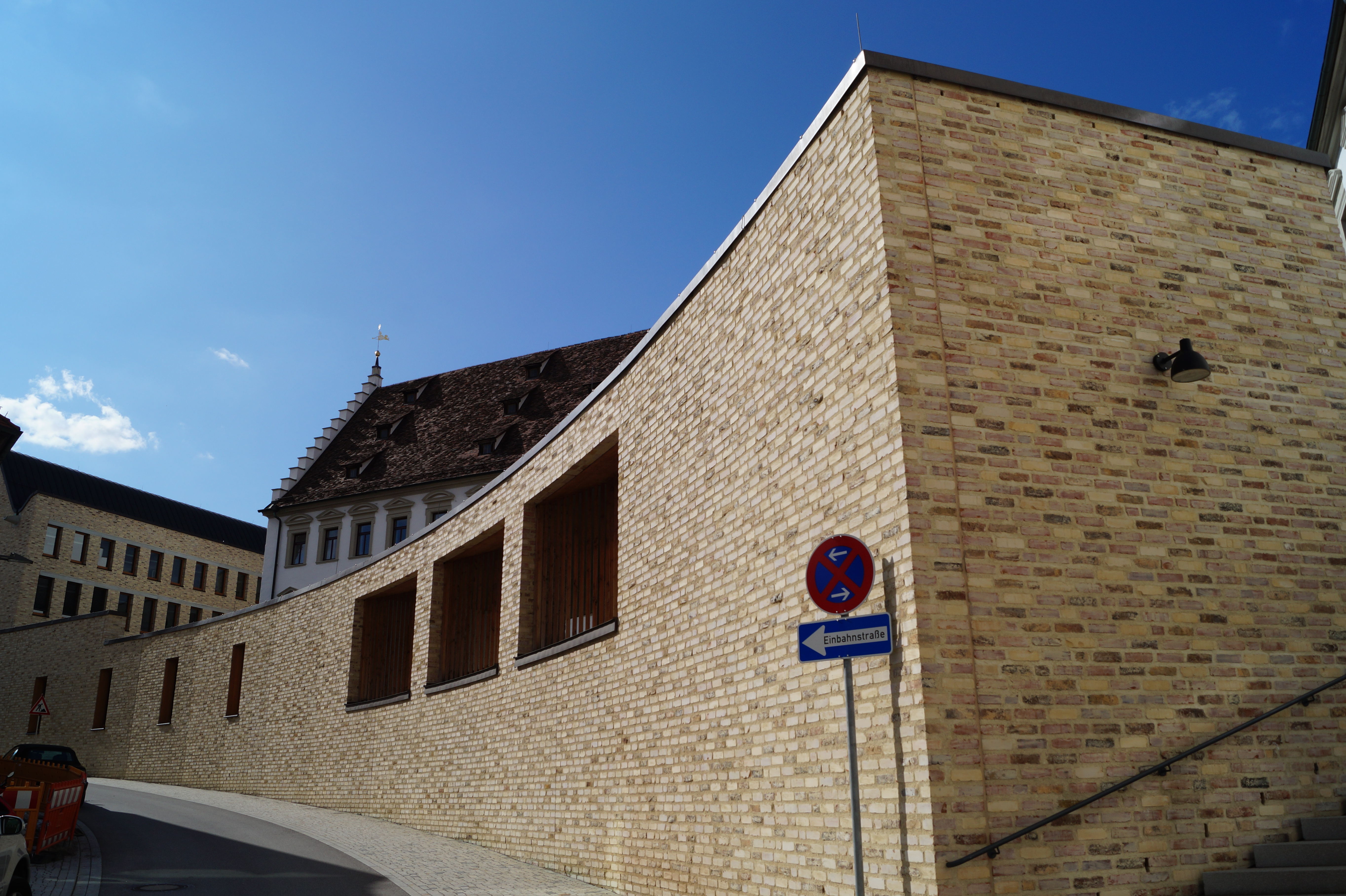
Diözesanarchiv mit Lesesaal des Bischöflichen Ordinariats in Rottenburg

Das Diözesanarchiv wurde unterirdisch in zwei Stockwerken unter dem südlichen Hof untergebracht, wodurch eine energiesparende Klimatisierung möglich ist. Auf einer Fläche von 4000 m² gibt es über 18.000 Regalmeter für Archivalien, die für einen Sammlungszuwachs während der kommenden 30 Jahren ausreichen sollen. Darüber gibt es in einem der Grundstücksgrenze folgenden, bogenartigen Neubau einen mit Tageslicht durchfluteten Lesesaal mit einer großen Anzahl von unterschiedlichen Besucherarbeitsplätzen.

## Kosten
Die Baukosten für die Restaurierung der historischen Gebäude und die Neubauten betrugen 39,2 Mio. €, d. h. knapp 10 % mehr als der 2008 vom Diözesanrat genehmigte Kostenrahmen von 36,5 Mio. €. Damit wurde ein mit moderner Technik ausgerüsteter Gebäudekomplex für 300 Arbeitsplätze auf rund 22.500 m² Bruttogeschossfläche errichtet, was im Vergleich mit ähnlichen Bauvorhaben als angemessen sparsam betrachtet werden kann. Beim Diözesanen Zentrum Sankt Nikolaus in Limburg wurden z. B. 31 Mio. € für zwölf Arbeitsplätze verbaut. Die wichtigsten Kostenanteile waren wie folgt:
- 8,5 Mio. € für das Diözesanarchiv mit 44 % der Bruttogeschossfläche
- 2,1 Mio. € für die im ursprünglichen Budgetplan nicht mit diesem Aufwand vorgesehene Balkenkopfsanierung
- 1,5 Mio. € für archäologische Ausgrabungen
- 1,2 Mio. € denkmalschutzbedingte Kosten[1]

## Nachhaltige Klimatisierung und Brauchwasserversorgung
Im Rahmen der Bauarbeiten für den Gebäudekomplex wurde eine nachhaltig konzeptionierte Kraft-Wärme-Kopplungs-Anlage installiert. Durch ein Blockheizkraftwerk mit 50 kW elektrischer und 80 kW thermischer Leistung sowie durch einen mit Holzpellets beheizten Kessel mit 300 kW wird im Winter geheizt. Außerdem gibt es eine Kälteanalage mit 2 × 80 kW Kälteleistung. Spitzenlasten können über einen 300 kW Gaskessel abgedeckt werden.
In zwei Zisternen mit jeweils 15.000 Litern Fassungsvermögen kann Regenwasser als Brauchwasser für die Toilettenspülungen sowie zur Gartenbewässerung aufgefangen werden.
Die meisten Büros sind über große, nach außen gefaltete Fenster tagsüber natürlich beleuchtet. Die Arbeitsstühle und Tische sind höhenverstellbar, so dass sie auch als Steharbeitsplätze genutzt werden können.